# 勇者の旗
「勇者の旗」（ゆうしゃのはた）は、工藤静香の43作目のシングル。表題曲は、2023年6月30日に先行配信され、テレビ朝日系連続ドラマ『科捜研の女 season23』の主題歌に採用された。8月2日にはカップリング曲が追加され、シングルCDとしてリリースされた。発売元はポニーキャニオン。規格品番はPCCA-70562。

## 制作・背景
楽曲制作にあたり工藤自身は、「壮大で美しいメロディーの曲を歌いたい」という漠然としたテーマを持っており、作曲はピアニストでもある村松崇継に依頼された。当初はシングルとしてリリースすることを前提としていなかったが、届いたデモテープを聴いたところ自分の気持ちにぴったりとリンクしたため、自分以外の人にも個別に受け取って欲しいと思い、シングルとして発表することにしたと述べている。
シングルCDとしては2012年10月の「キミがくれたもの」以来、約11年ぶりのリリースとなる。「勇者の旗」は、2023年8月16日より放送が開始されたテレビ朝日系『科捜研の女 season23』の主題歌として使用されたが、工藤がテレビドラマのテーマソングを担当するのは2007年5月発売の「雨夜の月に」以来16年ぶりとなる。
作詞は工藤自身が手がけ、「生きている中でどうしても避けられないような辛い事があっても、明日へ生きようと勇気が湧くように」というメッセージが込められた楽曲となっており、工藤は「困難の中、たった1ミリでも前に進もうとする心を勇者と称えたい、そんな想いを込めた楽曲です」と語っている。
当ドラマの主演を務める沢口靖子は「勇者の旗」について、「工藤静香さんの張りのある美しい響き、包み込むあたたかさから大きな愛を感じる壮大な曲ですね」と感想を述べている。
本作のリリースを記念して、同年7月1日からは全国ツアー ″工藤静香 Acoustic Live Tour 2023″ がスタートし、コンサート当日のリハーサル風景を見学出来る招待キャンペーンが開催された。

## 収録曲
1. 勇者の旗（4:54）
作詞：愛絵里 / 作曲・編曲：村松崇継
2. 孤独なラプソディー（5:13）
作詞：愛絵里 / 作曲・編曲：村松崇継
3. 勇者の旗〈Instrumental〉
4. 孤独なラプソディー〈Instrumental〉

## 工藤静香 Acoustic Live Tour 2023
|    | 日時          | 会場                                               |
| -- | ------------- | -------------------------------------------------- |
| 1  | 2023年7月1日  | 愛知県・アイプラザ豊橋                             |
| 2  | 2023年7月8日  | 山形県・シェルターなんようホール（南陽市文化会館） |
| 3  | 2023年7月16日 | 佐賀県・鳥栖市民文化会館                           |
| 4  | 2023年7月22日 | 大阪府・岸和田市立浪切ホール                       |
| 5  | 2023年7月29日 | 青森県・八戸市公会堂                               |
| 6  | 2023年8月5日  | 京都府・文化パルク城陽プラムホール                 |
| 7  | 2023年8月11日 | 新潟県・新潟テルサ                                 |
| 8  | 2023年8月13日 | 兵庫県・赤穂化成ハーモニーホール                   |
| 9  | 2023年8月19日 | 山口県・宇部市渡辺翁記念会館                       |
| 10 | 2023年8月26日 | 東京都・LINE CUBE SHIBUYA                          |